# Bio-Rad
伯乐实验室（英語：Bio-Rad Laboratories, Inc.，简称Bio-Rad、伯乐）是一家美国生物技术公司，1952年在加利福尼亚州伯克利成立。